# Windhoek
Windhoek (en inglés: Windhoek, pronunciado /ˈwɪndhʊk, ˈvɪndhʊk/; de 1903 a 1917 en alemán: Windhuk, pronunciado /ˈvɪnthʊk/ⓘ, en portugués: Vinduque) es la capital de Namibia. El nombre puede derivar del afrikáans Wind-Hoek («esquina del viento») o de las montañas Winterhoek. Tiene una población que alcanza los 431 000 habitantes en 2020 (el 15.7 % de la población del país) afrikáners (6 %), mestizos (basters y coloureds, 11 %), asiáticos (7 %), ovambos, hereros y todas las otras etnias nativas. Es el centro político, económico y comercial (especializado en pieles de ovejas) del país. 
Windhoek fue en sus orígenes el centro de mando de un jefe nama que derrotó a los habitantes herero de la región en el siglo XIX. El Imperio alemán ocupó la región en 1885, y se transformó en el asiento del régimen colonial en 1892 como la capital de la colonia del África del Sudoeste Alemana (Deutsch-Südwestafrika). Durante la Primera Guerra Mundial, Windhoek fue capturada por tropas sudafricanas y se convirtió en un dominio británico. Hasta la independencia de Namibia, proclamada en 1990, la ciudad de Windhoek fue reconocida como la capital del África del Sudoeste administrada por el Gobierno sudafricano.

## Historia
La ciudad de Windhoek es tradicionalmente conocida por dos nombres: ǀAiǁGams, del pueblo nama, que literalmente refiere a las fuentes de aguas termales que antiguamente se encontraron en Windhoek, mientras que el segundo nombre, Otjomuise, fue dado por el pueblo herero, significando «lugar de vapor». Ambos nombres tradicionales refieren a los manantiales termales.
Los primeros asentamientos de Windhoek tuvieron éxito debido al agua de los manantiales termales. A mediados del siglo XIX el capitán Jan Jonker Afrikaner se estableció cerca de una de las fuentes termales principales, localizadas en el Klein-Windhoek actual, un barrio residencial de clase alta de Windhoek.
Las teorías varían en torno a la derivación del nombre tradicional Ai-Gams/Otjomuise al actual de Windhoek. La teoría con mayor aceptación es que el nombre deriva de la palabra afrikáans Wind-hoek, que se podría traducir como «la esquina del viento». También se piensa que los afrikáner la nombraron así por las Montañas de Windhoek, en Sudáfrica, donde los antiguos pobladores afrikáneres habían vivido. En aquel tiempo Windhoek era el punto de contacto entre los guerreros namas, conducidos por Jan Jonker Afrikaner, y el pueblo herero.
En Windhoek, los afrikáneres construyeron una iglesia de piedra que cobijó a 500 personas y que también fue usada como una escuela. Dos misioneros originarios de la Renania, Hugo Hahn y Heinrich Kleinschmidt, comenzaron a trabajar allí en la década de 1840 y fueron sucedidos más tarde por dos metodistas. Se empezaron a cultivar algunos huertos y durante un tiempo Windhoek se convirtió en una ciudad próspera, pero las guerras entre los nama y los herero terminaron por afectar al municipio. Después de una larga ausencia, en 1873, Hahn visitó Windhoek nuevamente y quedó consternado al ver que nada permaneció de la antigua prosperidad de la ciudad. En junio de 1885, un botánico procedente de Suiza encontró sólo chacales y gallinas de Guinea hambrientas entre árboles frutales descuidados.

## La época colonial alemana
En 1878 el Imperio británico se apoderó de Walvis Bay y la incorporó a la Colonia del Cabo en 1884; no obstante, los británicos no estaban interesados en aumentar su influencia en África. Una petición de comerciantes establecidos en la ciudad de Lüderitz facilitó la proclamación de un protectorado alemán sobre la región en 1884. o la región no fue reclamada por la Corona portuguesa, probablemente por estar enclavada en medio del desierto de Namibia.
En 1840 llegaron los alemanes, que tomaron posesión del territorio y lo colonizaron, nombrándolo como África del Sudoeste Alemana en 1884. El severo régimen colonial conllevó la confiscación y la violencia contra la población autóctona. La sublevación de algunos grupos étnicos fue reprimida brutalmente, ganándose la denominación de primer genocidio del siglo XX.
La colonia alemana nació con la delimitación de sus fronteras en 1890 y se envió desde Alemania un ejército protector, llamado el Schutztruppe, bajo las órdenes del comandante Curt von François, para mantener el orden. Von François apostó su guarnición en Windhoek, la cual estaba estratégicamente situada como un parachoques entre los nama y los herero, mientras una docena de cargados manantiales proporcionaron el agua necesaria para el cultivo de los alimentos.
La ciudad actual de Windhoek fue fundada el 18 de octubre de 1890, cuando Von François puso la primera piedra de la fortaleza militar alemana, ahora conocida como la Alte Feste (Vieja Fortaleza). Durante los siguientes 14 años, Windhoek se desarrolló lentamente, solamente con unos pocos edificios oficiales y privados en pie. En el Klein-Windhoek, las parcelas fueron asignadas a los pobladores que comenzaron a cultivar la tierra en pequeña escala con fruta, tabaco y ganado vacuno.
Después de 1907, el desarrollo se aceleró cuando los pobladores de la costa se establecieron en Windhoek, así como con la llegada de algunos emigrados del exterior. Hubo también un creciente flujo de colonos occidentales que llegaban de Alemania y de Sudáfrica. Se erigieron negocios en la calle Kaiser, hoy Avenida de la Independencia, y a lo largo del cerro montañoso dominante sobre la ciudad.
La era colonial alemana finalizó durante la Primera Guerra Mundial, cuando las tropas sudafricanas ocuparon, en nombre de los británicos, la ciudad de Windhoek en mayo de 1915. Durante los siguientes cinco años, un gobierno militar administró el África del Sudoeste. La ciudad de Windhoek y de la nación que más tarde iba a ser conocida como Namibia tuvo un virtual estancamiento. Después de la Segunda Guerra Mundial, el desarrollo de Windhoek ganó un ímpetu gradual. Después de 1955, grandes proyectos públicos fueron emprendidos. Tras la invasión sudafricana y hasta el final de la guerra, la ciudad fue administrada por un gobierno militar sudafricano, y no se produjo ningún desarrollo adicional.
En 1971, los trabajadores contratados generales de Namibia partieron de Windhoek con el objetivo de abolir el sistema de trabajo contratado, oponerse al apartheid y promover la independencia de Namibia. 

## A partir de la independencia
Tras la independencia de Namibia, que tuvo lugar en 1990, la ciudad experimentó un nuevo viento del cambio que la condujo a un acelerado crecimiento y desarrollo. Windhoek se convirtió en el asiento del primer gobierno elegido democráticamente de la República de Namibia, encabezado por el entonces presidente Sam Nujoma.
La población blanca y mestiza («baster») representaba en 1971 el 52 % de la población de la ciudad, en 2020 el 35%, lo que hace de Windhoek una de las ciudades africanas más occidentalizadas.[cita requerida]
- Véase también: Katutura Este

## Clima
Windhoek está situada en una altiplanicie alrededor de 1600 m s. n. m., en una región de clima seco templado. Los días son mayormente cálidos, con temperaturas entre los 25 °C y 35 °C, con días muy calientes a más de 40 °C durante los meses de verano, mientras que las noches son generalmente frescas.
Los meses de invierno (junio, julio y agosto) por lo general experimentan las menores precipitaciones. Las temperaturas mínimas se extienden entre 5 °C (41 °F) a 18 °C (64 °F). Las noches son por lo general frías, aunque la temperatura rara vez desciende de los 0 °C, y casi nunca nieva.
La región padece una sequía más o menos una vez cada década.
| Parámetros climáticos promedio de Windhoek, Namibia | Parámetros climáticos promedio de Windhoek, Namibia | Parámetros climáticos promedio de Windhoek, Namibia | Parámetros climáticos promedio de Windhoek, Namibia | Parámetros climáticos promedio de Windhoek, Namibia | Parámetros climáticos promedio de Windhoek, Namibia | Parámetros climáticos promedio de Windhoek, Namibia | Parámetros climáticos promedio de Windhoek, Namibia | Parámetros climáticos promedio de Windhoek, Namibia | Parámetros climáticos promedio de Windhoek, Namibia | Parámetros climáticos promedio de Windhoek, Namibia | Parámetros climáticos promedio de Windhoek, Namibia | Parámetros climáticos promedio de Windhoek, Namibia | Parámetros climáticos promedio de Windhoek, Namibia |
| Mes | Ene.                                                | Feb.                                                | Mar.                                                | Abr.                                                | May.                                                | Jun.                                                | Jul.                                                | Ago.                                                | Sep.                                                | Oct.                                                | Nov.                                                | Dic.                                                | Anual                                               |
| --- | --------------------------------------------------- | --------------------------------------------------- | --------------------------------------------------- | --------------------------------------------------- | --------------------------------------------------- | --------------------------------------------------- | --------------------------------------------------- | --------------------------------------------------- | --------------------------------------------------- | --------------------------------------------------- | --------------------------------------------------- | --------------------------------------------------- | --------------------------------------------------- |
| Temp. máx. abs. (°C) | 36.0                                                | 35.8                                                | 34.9                                                | 31.3                                                | 31.8                                                | 26.1                                                | 25.7                                                | 30.0                                                | 33.2                                                | 35.0                                                | 36.5                                                | 36.6                                                | 37                                                  |
| Temp. máx. media (°C) | 30.0                                                | 28.6                                                | 27.2                                                | 25.6                                                | 22.7                                                | 20.2                                                | 20.5                                                | 23.4                                                | 26.5                                                | 29.1                                                | 29.6                                                | 30.7                                                | 26.2                                                |
| Temp. media (°C) | 23.3                                                | 22.1                                                | 21.0                                                | 18.9                                                | 15.8                                                | 13.2                                                | 13.1                                                | 15.8                                                | 19.3                                                | 21.7                                                | 22.5                                                | 23.5                                                | 19.2                                                |
| Temp. mín. media (°C) | 17.2                                                | 16.5                                                | 15.4                                                | 12.8                                                | 9.2                                                 | 6.7                                                 | 6.3                                                 | 8.6                                                 | 11.9                                                | 14.6                                                | 15.6                                                | 16.9                                                | 12.6                                                |
| Temp. mín. abs. (°C) | 7.5                                                 | 6.8                                                 | 3.7                                                 | 2.4                                                 | -1.6                                                | -2.8                                                | -2.6                                                | -3.9                                                | -1.1                                                | 1.6                                                 | 0.4                                                 | 3.3                                                 | -4                                                  |
| Precipitación total (mm) | 78.1                                                | 80.3                                                | 78.7                                                | 37.7                                                | 6.6                                                 | 1.2                                                 | 0.7                                                 | 0.9                                                 | 2.8                                                 | 11.8                                                | 26.9                                                | 41.7                                                | 367.4                                               |
| Días de precipitaciones (≥ 1 mm) | 11.1                                                | 10.7                                                | 10.5                                                | 5.5                                                 | 1.9                                                 | 0.7                                                 | 0.5                                                 | 0.3                                                 | 0.9                                                 | 2.8                                                 | 5.3                                                 | 7.5                                                 | 57.7                                                |
| Horas de sol | 288                                                 | 254                                                 | 282                                                 | 273                                                 | 310                                                 | 309                                                 | 326                                                 | 341                                                 | 321                                                 | 319                                                 | 297                                                 | 290                                                 | 3610                                                |
| Humedad relativa (%) | 42                                                  | 56                                                  | 51                                                  | 44                                                  | 37                                                  | 32                                                  | 27                                                  | 19                                                  | 17                                                  | 22                                                  | 30                                                  | 34                                                  | 34.3                                                |
| Fuente n.º 1: BBC Weather |                                                     |                                                     |                                                     |                                                     |                                                     |                                                     |                                                     |                                                     |                                                     |                                                     |                                                     |                                                     |                                                     |
| Fuente n.º 2: Ministry of Works and Transport (Meteorological Service Division) [1.pdf «Ministry of Works & Transport: Tabulation of Climate Statistics for Selected Stations in Namibia»]. 2012. |                                                     |                                                     |                                                     |                                                     |                                                     |                                                     |                                                     |                                                     |                                                     |                                                     |                                                     |                                                     |                                                     |

## Economía
La ciudad es el centro administrativo, comercial e industrial de Namibia. Un estudio de 1992/93 estimó que Windhoek proporciona más de la mitad del empleo no agrícola de Namibia, con una participación nacional de empleo en servicios públicos del 96 %, en transporte y comunicaciones del 94 %, y servicios financieros y comerciales del 82 %. Debido a su tamaño relativo, Windhoek es el centro social, económico y cultural del país. Casi todas las empresas nacionales tienen su sede aquí. Es sede además de La Universidad de Namibia, el único teatro del país, todas las oficinas centrales de los ministerios y todos los principales medios de comunicación y entidades financieras. El presupuesto gubernamental de la ciudad de Windhoek casi iguala al de todas las demás autoridades locales de Namibia juntas. De los 3.300 millonarios en dólares estadounidenses de Namibia, 1.400 viven en Windhoek.

## Transporte

### Por carretera

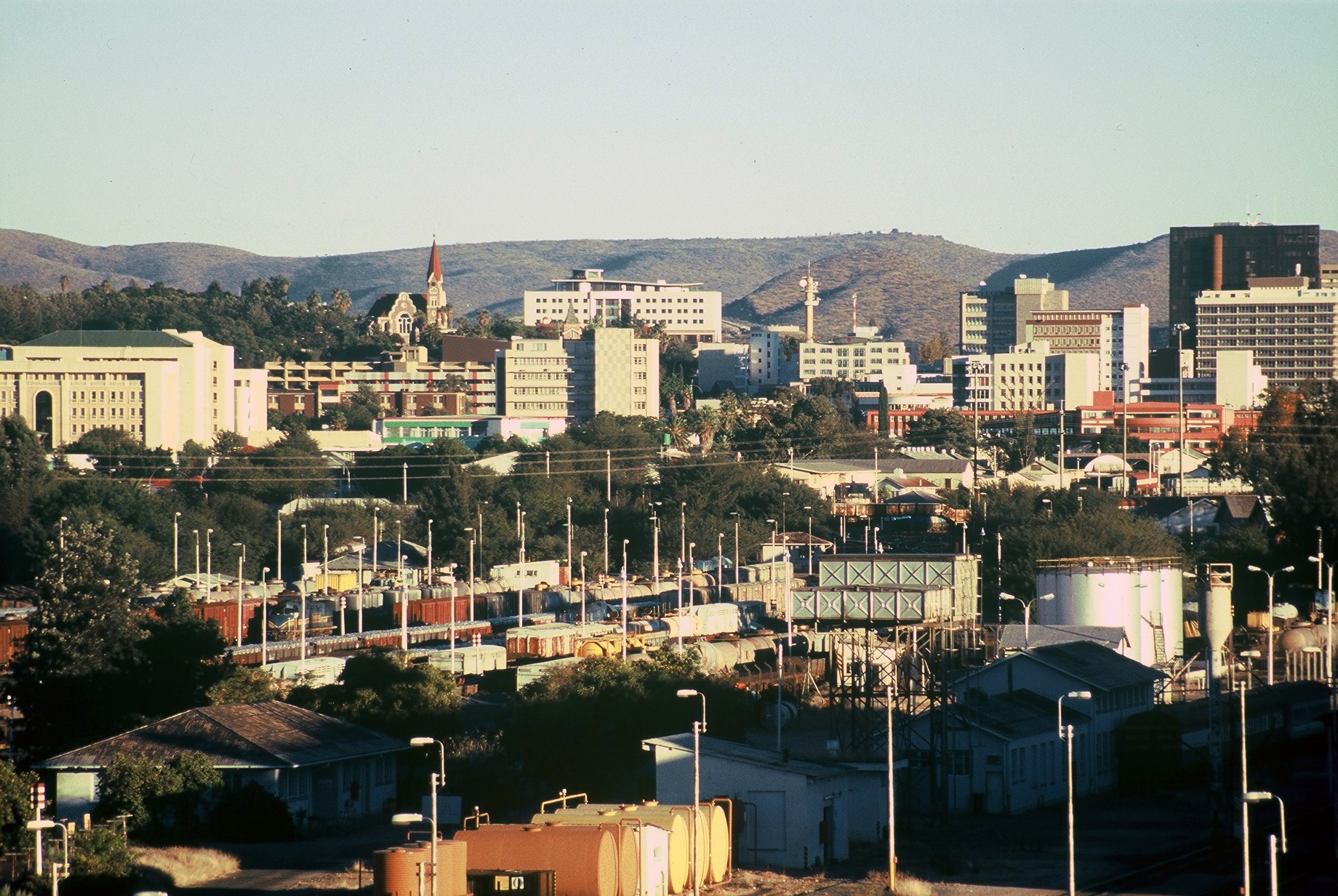
Centro de Windhoek.

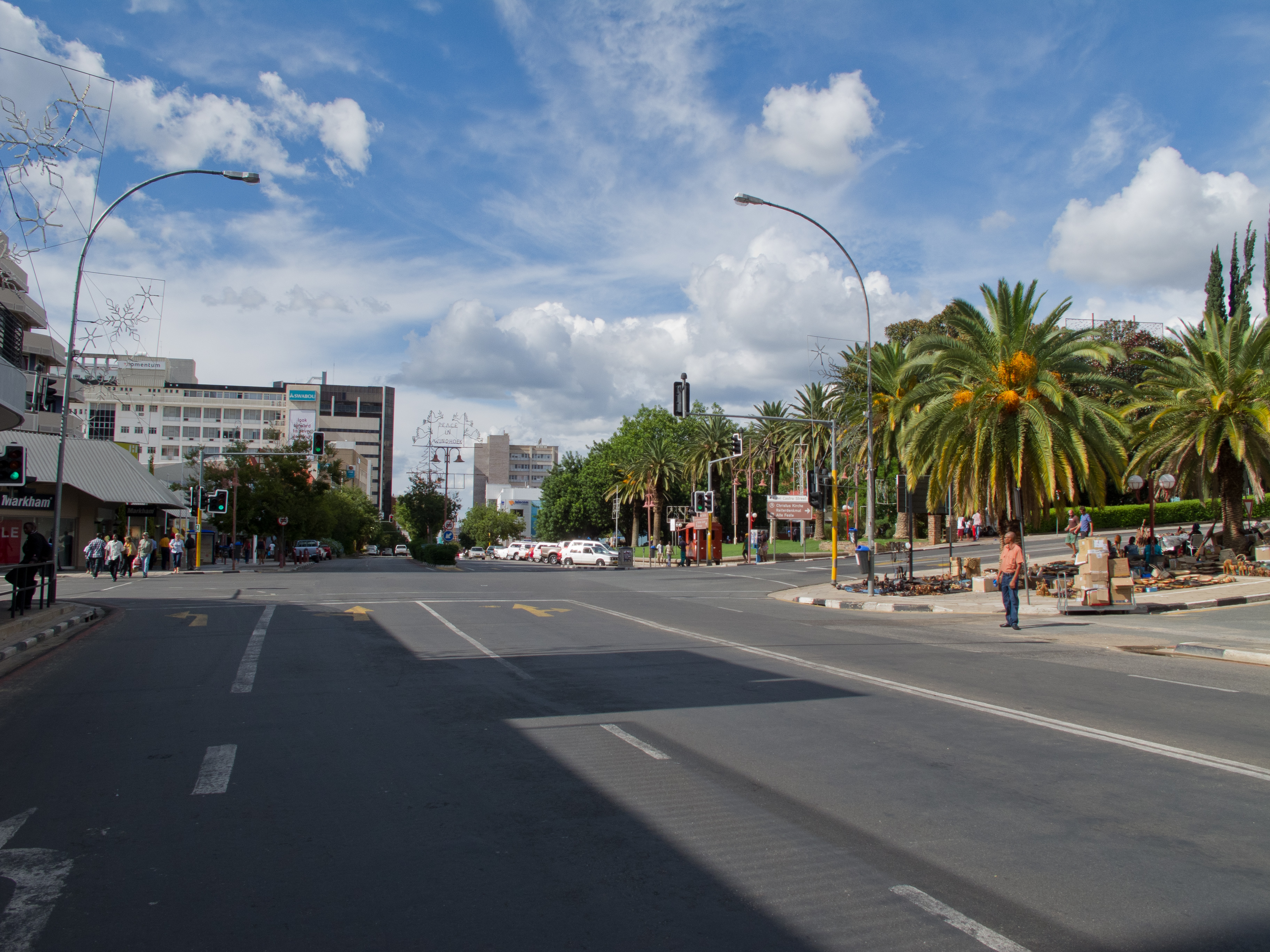
Independence Avenue.

Las tres principales carreteras de acceso a Windhoek desde Rehoboth, Gobabis y Okahandja están pavimentadas, y están diseñadas para poder soportar la mayor inundación posible en un horizonte de cincuenta años. Las carreteras  pueden transportar  tráfico a 120 kilómetros por hora (74,6 mph) y se espera que duren 20 años.
En 1928, la Kaiserstraße, actual Independence Avenue, fue la primera carretera pavimentada de Windhoek. Diez años más tarde se pavimentó también la siguiente, la carretera de Gobabis, actual Sam Nujoma Drive. En la actualidad, de los aproximadamente 40 000 kilómetros (24 854,9 mi) de la red total de carreteras de Namibia, unos 5000 kilómetros (3106,9 mi) están sellados.
En 2014, la Autoridad de Carreteras ha planeó mejorar la carretera Windhoek-Okahandja para convertirla en una autovía. Cuesta unos 1000 millones de dólares neozelandeses y se espera que esté terminada en 2021. Más adelante, también se prevé convertir en autovía la carretera entre Windhoek y el aeropuerto internacional Hosea Kutako. Se espera que esté terminado en 2022.
Como en toda Namibia, el transporte público es escaso y el desplazamiento por la ciudad se realiza en gran medida en taxi. En 2013 había 6.492 taxis registrados.

### Transporte aéreo
Windhoek cuenta con dos aeropuertos, siendo el más cercano el Aeropuerto Eros, situado 7 kilómetros (4,3 mi) al sur del centro de la ciudad para las aeronaves más pequeñas, y el otro el Aeropuerto Internacional de Windhoek Hosea Kutako, 42 kilómetros (26,1 mi) al este de la ciudad. Varias compañías aéreas extranjeras operan desde y hacia Windhoek. También hay vuelos chárter y alquiler de helicópteros y aviones.

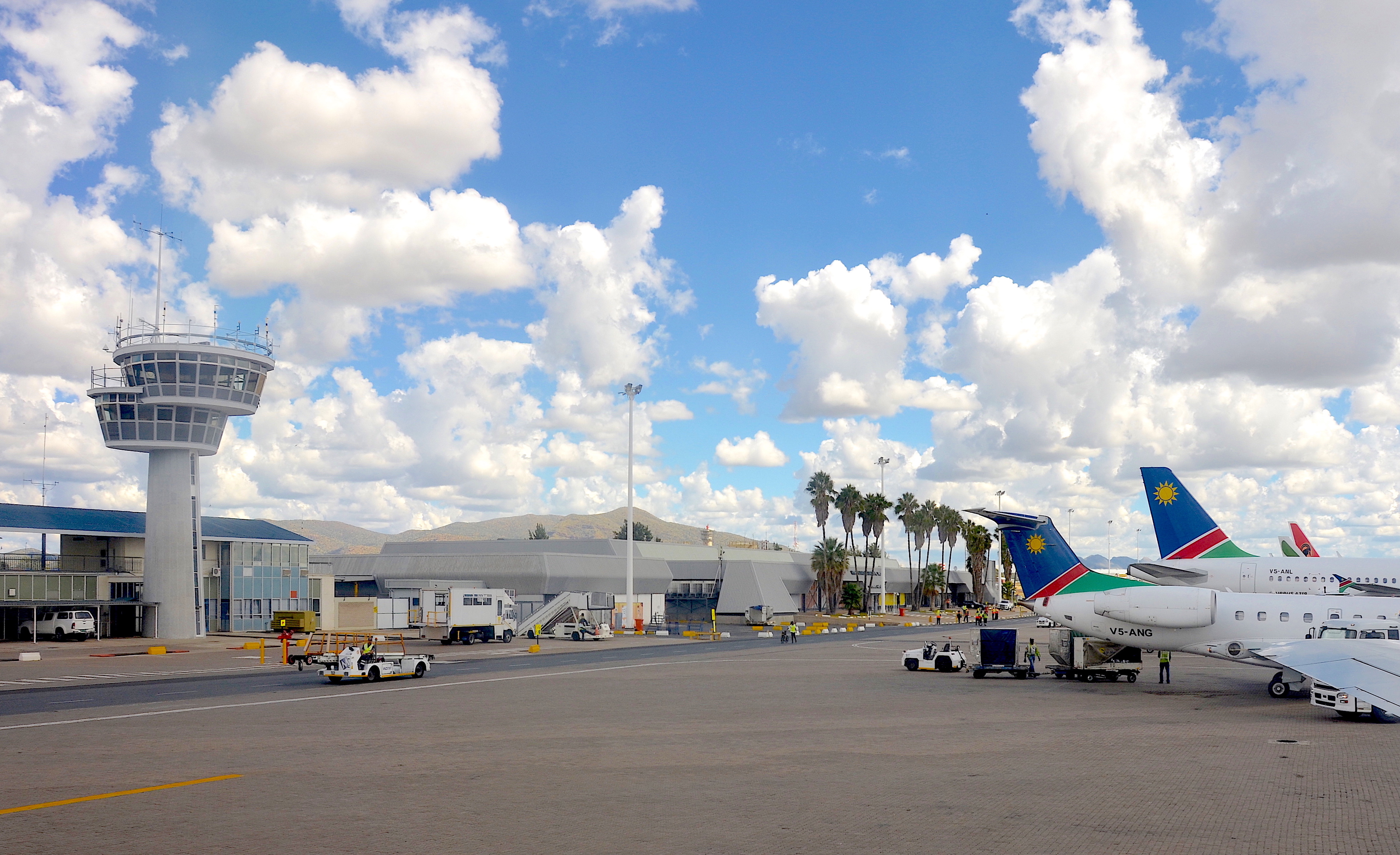
El aeropuerto con su torre de control, en 2017.

El Aeropuerto Internacional Hosea Kutako atiende a más de 800.000 pasajeros al año. Tiene una pista sin limitaciones de capacidad. El otro aeropuerto internacional se encuentra en Walvis Bay, con aeropuertos nacionales en Lüderitz, Oranjemund y Ondangwa.
El Aeropuerto de Eros es el más concurrido de Namibia en cuanto a despegues y aterrizajes. Este aeropuerto urbano realiza aproximadamente entre 150 y 200 movimientos al día (unos 50.000 al año). En 2004, el aeropuerto atendió a 141.605 pasajeros, la mayoría de los cuales son aeronaves ligeras. Principalmente, limitaciones como la longitud de la pista, el ruido y la congestión del espacio aéreo han impedido que Eros se convierta en un aeropuerto más grande. La mayoría de los operadores de vuelos chárter de Namibia tienen Eros como base.

### Ferrocarril

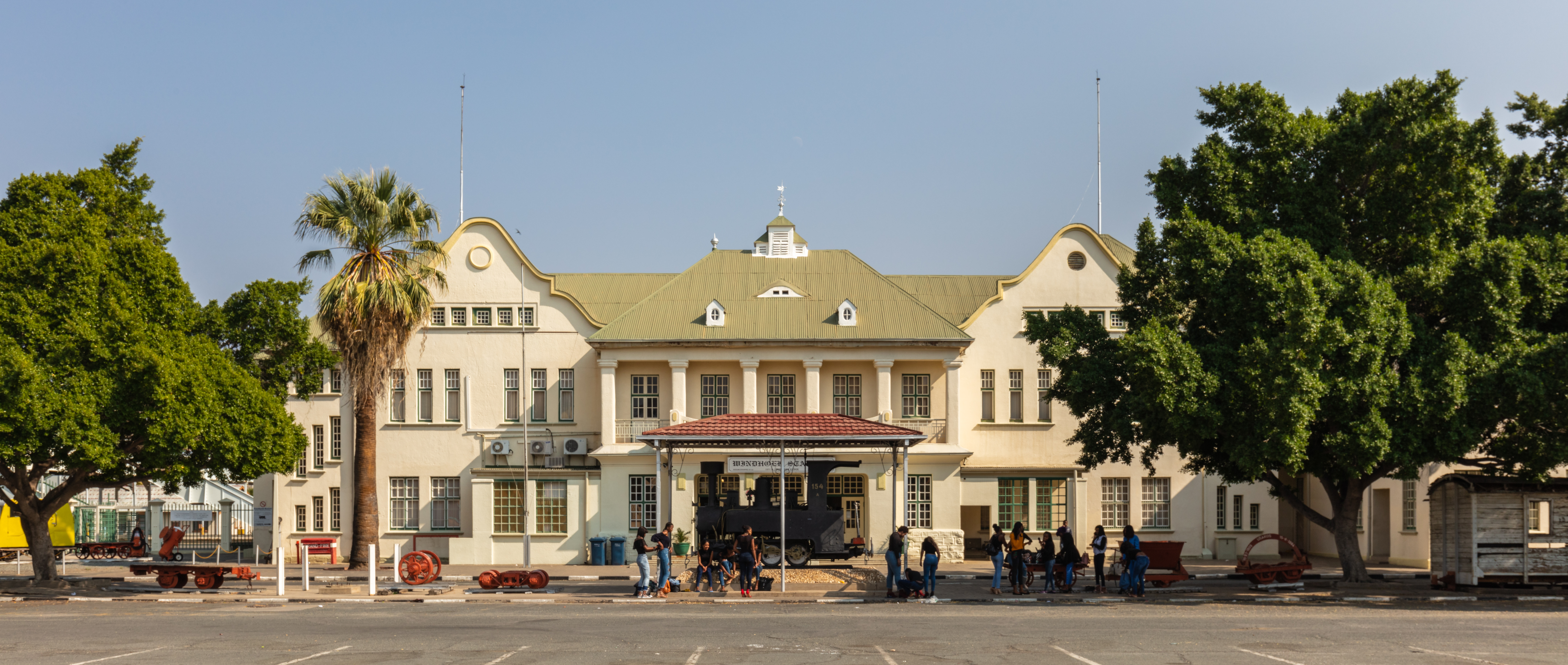
Estación de ferrocarril de Windhoek.

Windhoek está conectado por ferrocarril a:
- Okahandja (norte)
- Rehoboth (sur)
- Gobabis (este)

## Hermanamientos
- Wetzlar, Alemania
- Berlín, Alemania (desde el 18 de abril de 2000)
- Trossingen, Baden-Württemberg, Alemania (desde el 3 de octubre de 2000)
- Bremen, Alemania (desde el 18 de abril de 2000)
- Richmond, Virginia, Estados Unidos
- Shanghái, China

| Predecesor: París | Sede de las Sesiones del Comité del Patrimonio cultural inmaterial de la Humanidad 2015 | Sucesor: Addis Abeba |

## Galería de imágenes

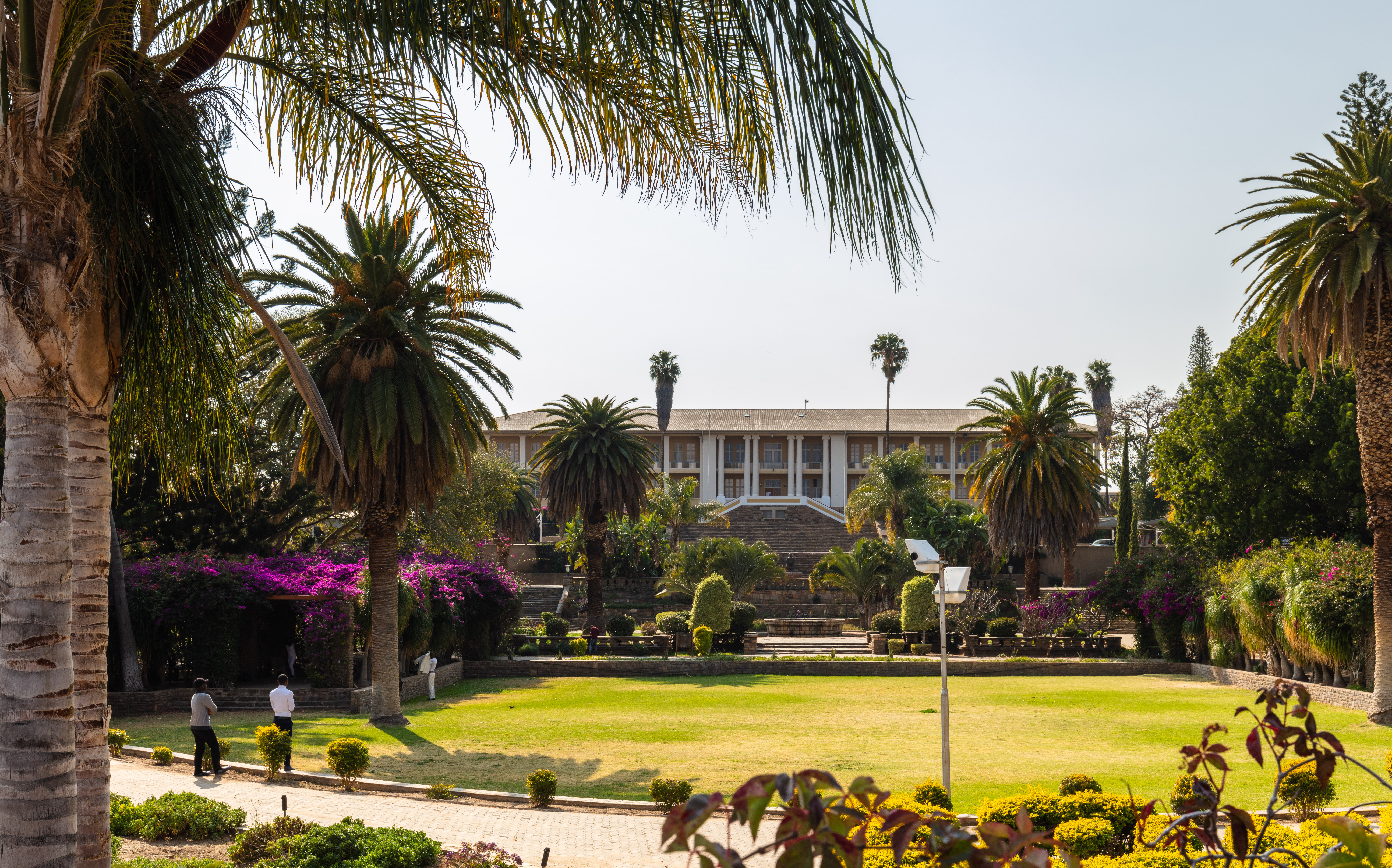
Fotografía del actual Parlamento de Namibia.
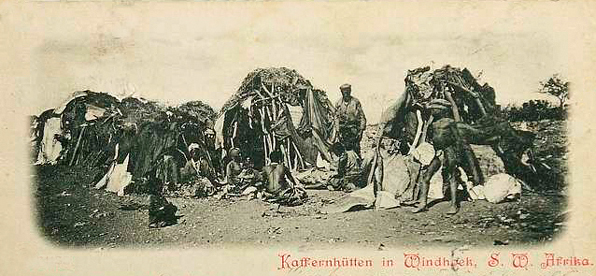
Postal de Windhoek de finales del siglo XIX.
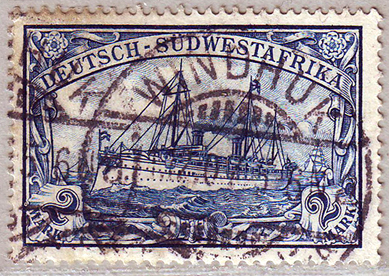
Sello para el África del Sudoeste Alemana, en el matasellos pone Windhuk, otra denominación que se le da en alemán a la ciudad.
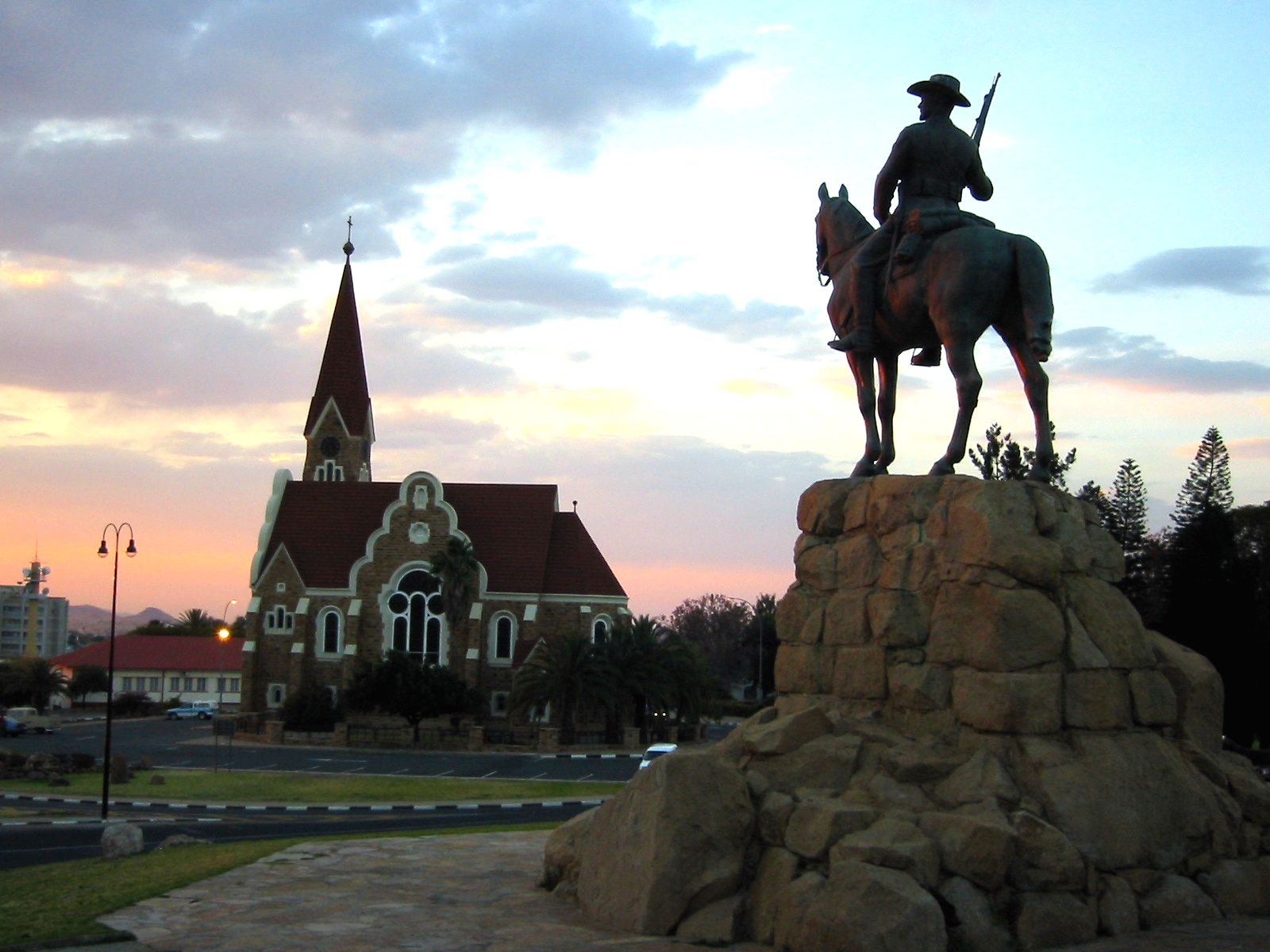
Vista de una iglesia construida en Windhoek durante el período colonial.
Estación de ferrocarril.
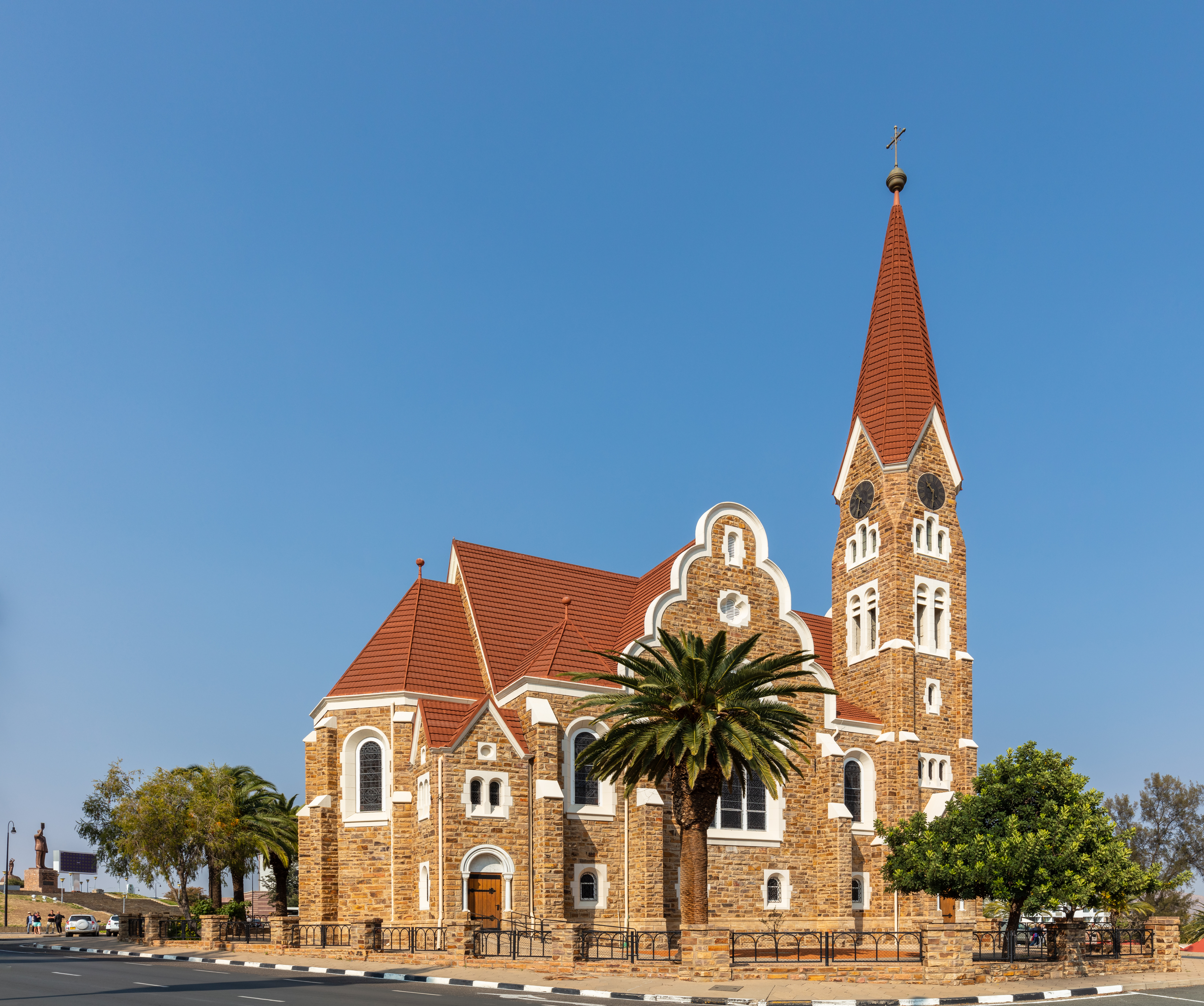
Iglesia de Cristo.